# Piteglio
Piteglio é uma comuna italiana da região da Toscana, província de Pistoia, com cerca de 1.873 habitantes. Estende-se por uma área de 50 km², tendo uma densidade populacional de 37 hab/km². Faz fronteira com Bagni di Lucca (LU), Cutigliano, Marliana, Pescia, Pistoia, San Marcello Pistoiese.

## Demografia
| Variação demográfica do município entre 1861 e 2011                               |
|                                                                                   |
| Fonte: Istituto Nazionale di Statistica (ISTAT) - Elaboração gráfica da Wikipedia |